# Анфо
А̀нфо (на италиански: Anfo, на източноломбардски: Danf, Данф) е село и община в Северна Италия, провинция Бреша, регион Ломбардия. Разположено е на 400 m надморска височина, на западния бряг на езеро Идро. Населението на общината е 497 души (към 2013 г.).